# Помоз
Помоз, Помос или Помес (в верховье Лунвож) — река в России, течёт по территории Усть-Куломского района Республики Коми. Устье реки находится в 926 км по правому берегу реки Вычегда. Длина реки составляет 53 км. Устье у села Помоздино.

## Притоки
- 17 км: река Динъёль (пр)[3][9];
- 29 км: река Войвож (лв)[3][9];
- 39 км: река Котъёгашор (пр)[3][9].

## Данные водного реестра
По данным государственного водного реестра России относится к Двинско-Печорскому бассейновому округу, водохозяйственный участок реки — Вычегда от истока до города Сыктывкар, речной подбассейн реки — Вычегда. Речной бассейн реки — Северная Двина.
Код объекта в государственном водном реестре — 03020200112103000014015.